# Shohei Imamura
Shōhei Imamura (en japonès, 今村 昌平) (Tòquio, 15 de setembre de 1926- 30 de maig de 2006) va ser un director de cinema japonès. Va ser el primer director japonès en guanyar dues vegades la Palma d'Or, i és considerat com un dels cineastes més importants i idiosincràtics de la història del cinema. Tanmateix, mai ha estat nominat a cap Oscar.
El seu fill gran, Daisuke Tengan, és també un escriptor i director cinematogràfic, i va treballar en els guions cinematogràfics de les pel·lícules d'Imamura, Unagi (L'anguila) (1997), Kanzo sensei (Dr. Akagi) (1998), Akai hashi no shita no nurui mizu (Aigua tèbia sota un pont vermell) (2001) i 11'901 September 11 (2002).

## Primers anys
Encara que Imamura va néixer en el si d'una família de classe mitjana alta de Tòquio, aviat conegué també l'altra cara de la societat japonesa de la postguerra. El 1945, en acabar la guerra, es dedicà puntualment a la venda de cigarrets i licor en el mercat negre. Reflectint aquest període de la seva vida, els interessos d'Imamura com a cineasta sovint se centraren en els estrats més baixos de la societat japonesa.
Estudià història occidental a la Universitat de Waseda, però va passar més temps participant en activitats teatrals i polítiques que en els mateixos estudis. Quan el 1950 veié Rashōmon d'Akira Kurosawa, quedà impactat; aquesta pel·lícula representà un gran referent per a ell, el de la nova llibertat d'expressió, un fet possible en el Japó de la postguerra.

## Inicis professionals
El 1951, Imamura es graduà a Waseda, i començà la seva carrera al cinema treballant com a ajudant de Yasujirō Ozu als Shochiku Studios. Col·laborà en les pel·lícules Bakushū (Inici d'estiu) (1951), Ochazuke no aji (El Sabor de te verd sobre l'arròs) (1952) i Tōkyō monogatari (Història de Tòquio) (1953). Imamura, tanmateix, es trobava incòmode amb l'estil altament refinat i refrenat d'Ozu en aquesta època; incòmode en com estava descrivint la societat japonesa. Les pel·lícules d'Imamura havien de tenir un estil bastant diferent però, com Ozu, Imamura se centraria en elements de la societat japonesa. Deia: "Sempre he volgut fer preguntes sobre els japonesos, perquè és l'única gent que estic capacitat per descriure". A vegades expressà la seva sorpresa que les seves pel·lícules fossin apreciades a l'estranger.

## Contracte amb Nikkatsu
El 1954, Imamura va deixar la companyia Shochiku i va ser contractat amb un salari més alt per Nikkatsu. Amb ells, el 1958, realitzaria la seva primera pel·lícula, Nusumareta yokujō (Desig robat). Amb aquest primer conte d'actors, Imamura es podia permetre tractar alguns dels temes controvertits i excèntrics que caracteritzen la seva carrera com a cineasta. A Nikkatsu, tanmateix, no els agradaven les seves tendències radicals, i el forçaren a fer una sèrie de pel·lícules en les que Imamaura no era feliç: Nishi Ginza Station (Estació Nishi Ginza) –una comèdia basada en una cançó pop–, Hateshinaki yokubō (Desig inacabable) i Nianchan (El meu segon germà).
Amb la pel·lícula de 1961, Buta a gunkan (Porcs i Cuirassats), Imamura va poder satisfer les seves idees en una història salvatge i intensa sobre la base militar dels EUA a Yokosuka i la seva relació amb elements més baixos de la societat japonesa. Impressionats per la pel·lícula però preocupats pel que percebien com a sentiments antiamericans, Nikkatsu no va acceptar cap altra projecte seu durant dos anys. D'aquesta manera, les següents pel·lícules, Nippon konchūki (La dona insecte) (1963), i Akai satsui (Desig profà) (1964) no són representatives del seu estil. Tot i així, amb aquestes tres pel·lícules, Imamura s'havia consolidat com un director amb una visió crua i dura de la vida, i es convertí en un dels referents de la nova generació japonesa.
Es considerava un antropòleg cultural i havia manifestat que li agradava fer pel·lícules "desordenades"; havia comentat: "Estic interessat en la relació de la part més baixa del cos humà i la part més baixa de l'estructura social... Em pregunto què diferencia els éssers humans d'altres animals. Què és un ésser humà? Cerco la resposta tot continuant fent pel·lícules".

## Imamura Productions
Per explorar més lliurement temes com aquests sense la interferència dels estudis, el 1965 va fundar la seva pròpia productora, Imamura Productions. La seva primera obra independent va ser una adaptació lliure de la novel·la d'Akiyuki Nosaka sobre la vida als serrells de la societat d'Osaka, Erogotoshi-Tachi (Els pornògrafs) (1963), amb un subtítol molt aclaridor de quins eren els seus interessos: una introducció a l'antropologia a través del pornògrafs (Erogotoshitachi yori Jinruigaku nyūmon).
Posteriorment, el 1967, s'aventurà en el gènere documental amb Ningen Jōhatsu (Un home desaparegut). La seva pel·lícula Kamigami no Fukaki Yokubō (El Desig Profund dels Déus), de 1968, és una investigació en una illa japonesa del sud de la topada entre la societat moderna i la tradicional. Va ser un dels projectes més ambiciosos i costosos d'Imamura; després d'aquesta pel·lícula va necessitar un retir per refer-se econòmicament, realitzant documentals durant els següents anys.

## Documentals del 1970
Nippon Sengoshi - Madamu onboro no Seikatsu (Història de la postguerra japonesa contada per una hostessa de bar) i Karayuki-san, la fabricació d'una prostituta van ser dos d'aquests projectes, en els que se centra en dos dels seus temes favorits: dones dures que sobreviuen en la perifèria de la societat japonesa. El 1979, amb Fukushū suruwa wareniari (La venjança és meva) Imamura retornà a les formes narratives fictícies tradicionals, encara que fins i tot aquesta història sobre un assassí en sèrie es basa en esdeveniments del 1963.
El 1975, Imamura fundà la Yokohama Hs Eiga Senmon Gakk (Escola Professional de Yokohama d'Emissió i Pel·lícula). Quan estudiava en aquesta escola, el director Takashi Miike va fer els seus inicis professionals, com a vicedirector a la pel·lícula d'Imamura Zegen, de 1987. Un altre llicenciat d'aquesta escola de cinema és el director coreà, Hwang Byung-Guk.

## Filmografia
- 1958: Nusumareta yokujo盗まれた欲情 (Desig robat)
- 1958: Nishi Ginza ekimae, 西銀座駅前 (Estació Nishi Ginza)
- 1958: Hateshinaki yokubo, 果しなき欲望 (Desig inacabable)
- 1959: Nianchan, にあんちゃん (El meu segon germà)
- 1961: Buta to gunkan, 豚と軍艦 ( Porcs i cuirassats)
- 1963: Nippon konchuki, にっぽん昆虫記 (La dona insecte)
- 1964: Akai satsui赤い殺意 (Desig profà)
- 1966: Erogotachi yori Jinruigaku nyumonエロ事師たちより 人類学入門 (El pornógraf)
- 1967: Ningen Johatsu人間蒸発 (Un home desapareix)
- 1968: Kamigami no Fukaki Yokubo, 神々の深き欲望 (El Desig Profund dels Déus o Kuragejima - Llegendes des d'una illa del sud )
- 1970: Nippon Sengoshi - Madamu onboro no Seikatsu, にっぽん戦後史 マダムおんぼろの生活
- 1971: Mikikanhei O Otte (producció de TV)
- 1972: Bubuan no Kaizoku (producció de TV)
- 1973: Muhomatsu Koyo ni Kaeru (producció de TV)
- 1975: Karayuki-san (producció de TV) (Karayuki-san, la creació d'una prostituta)
- 1975: Zoku Mikikanhei o Otte (producció de TV)
- 1979: Fukushû suru wa ware ni ari, 復讐するは我にあり
- 1981: Eijanaika, ええじゃないか (Eijanaika (Ka de nai de ja Ee) o per què no? )
- 1983: Narayama bushi-ko, 楢山節考 (La balada de Narayama) (Palme d'Or)
- 1987: Zegen, 女衒 (Zegen)
- 1989: Kuroi ame, 黒い雨 (Pluja negra)
- 1997: Unagi, うなぎ (L'anguila)
- 1998: Kanzo sensei, カンゾー先生
- 2001: Akai hashi no shita no nurui mizu, 赤い橋の下のぬるい水 (Aigua tèbia sota un pont vermell)
- 2002: Un curtmetratge a 11'09"01 - September 11, una pel·lícula col·lectiva.